# 대구광역시군위교육지원청
대구광역시군위교육지원청(大邱廣域市軍威敎育支援廳, Gunwi Office of Education)은 대구광역시 군위군을 관할하는 대구광역시교육청 산하의 교육지원청이다.
교육장은 장학관으로 보한다.

## 산하 기관

### 초등학교
| - 대구고매초등학교 - 대구군위초등학교 - 대구부계초등학교 - 대구송원초등학교 | - 대구우보초등학교 - 대구의흥초등학교 - 석산분교 - 대구효령초등학교 |

### 중학교
| - 군위중학교 - 부계중학교 - 군위중학교 우보분교 - 의흥중학교 - 효령중학교 |